# Escudo de Chechenia
El escudo de armas de Chechenia es el escudo nacional de esa república federativa de Rusia.
La versión actual del escudo de la República de Chechenia, en la Federación de Rusia, fue aprobada en el mes de febrero de 2004. Este escudo está formado por un círculo blanco rodeado por dos bordes: de color azul el más próximo y amarillo el exterior. 
En el círculo blanco figuran un torreón histórico de Chechenia y una torre de perforación de petróleo, que están situados rodeando al ornamento nacional de color rojo, y delante de una montaña.
En el borde de color azul aparece representada una corona vegetal de color amarillo y, situados en su parte superior, un creciente (luna creciente) y una estrella de cinco puntas del mismo color que la corona mencionada, en alusión a la fe islámica que profesa mayoritariamente el pueblo checheno.
El borde exterior, de color amarillo, contiene el ornamento nacional dibujado en color rojo.
El torreón histórico representa la herencia cultural de Chechenia y la torre de perforación de petróleo representa su riqueza natural.

## Historia

### Escudo de la República Autónoma Socialista Soviética de Chechenia-Ingusetia
En 1957, se creó el escudo de la república autónoma como una versión del emblema de la RSFS de Rusia, con las inscripciones en los idiomas checheno e ingusetio (además de ruso).

Escudo de la RASS de Chechenia e Ingusetia

- Datos: Q2621989
- Multimedia: Coats of arms of Chechnya / Q2621989